# Народний музей історії Буринського району
Народний музей історії Буринського району — краєзнавчий музей у місті Буринь Конотопського району Сумської області.
Це культурно-освітній заклад міста та району, що розповідає про історико-культурний та соціально-економічний розвиток Буринщини. Він розташований в одній із будівель комплексу садиби місцевих поміщиків — дворян Павлових. Має 2221 експонат — пам'яток і предметів історії, археології, природознавства, етнографії і культури.
Створений у грудні 1982 р. і мав назву «Музей історії Буринського району». У 1992 р. музею присвоєно звання «народний», а у березні 2008 року рішенням районної ради на базі Буринського народного музею історії створено комунальний заклад районної ради — Буринський районний краєзнавчий музей.
Найвагоміший внесок у збереження та відтворення історії краю внесли керівники Надія Жахалова, Олександр Новаченко, Юрій Лопатін. Вагомий внесок при створенні комунального закладу зробили Микола Бондаренко, Олександр Капітоненко.
Крім екскурсійної роботи музей займається науково-дослідницькою роботою тісно співпрацюючи з ЦДІАУ м. Києва, Інститутом рукопису Національної бібліотеки України ім. Вернадського, провідними археологами Юрієм Моргуновим, В. Примаком, О. Коротьою, Є. Осадчим.